# Mozdev.org
mozdev.org est un site web qui traite de projets en rapport avec la communauté Mozilla, ce qui inclut les extensions et les add-ons pour les navigateurs web Mozilla et Mozilla Firefox. Tout le monde est libre de lancer un projet sur ce site, mais il devra utiliser une licence approuvée par l'OSI.
Puisque Mozilla est un navigateur web Open Source, de nombreuses personnes ajoutent des projets. On en dénombre aujourd'hui plus de 200.